# Сломанная стрела
«Сломанная стрела» — американский боевик 1996 года режиссёра Джона Ву. В главных ролях Джон Траволта и Кристиан Слейтер.

## Сюжет
Два офицера ВВС США, майор Вик «Дик» Дикинс (Траволта) и капитан Райли Хэйл (Слейтер), являются напарниками и близкими друзьями. Фильм начинается с дружеского спарринга по боксу между ними. Дикинс посылает Хэйла в нокаут, заявляя после, что Хэйл вполне мог его одолеть, если бы не струсил в последний момент. После спарринга Хэйл отдаёт ему проигранные 20 долларов (убеждая Дикинса взять их тем, что якобы украл их из кошелька майора), а затем обоих пилотов, служащих на авиабазе ВВС США «Уитмен» (единственное место базирования бомбардировщиков B-2 «Spirit»), отправляют на секретные учения на стелс-бомбардировщике B-3 (вымышленная улучшенная версия настоящего B-2) c двумя термоядерными авиабомбами B83 на борту.
Успешно исчезнув с радара базы ВВС в Юте, Дикинс заводит дружескую беседу с Хэйлом и просит его посмотреть в правое окно. В этот момент он достаёт пистолет и собирается застрелить друга. Начинается бой на борту самолёта, во время которого Дикинсу удаётся катапультировать Хэйла и сбросить обе бомбы на землю. Прежде чем покинуть бомбардировщик, Дикинс сообщает на базу, что Хэйл потерял управление и что он, Дикинс, катапультируется, после чего неуправляемый бомбардировщик врезается в гору над одним из каньонов Юты.
Тем временем ВВС посылает отряд спецназа для вывоза бомб. Но на борту самолёта их нет, и отряд докладывает о ситуации категории «Сломанная стрела» (Broken Arrow) — событие, связанное с ядерным оружием, боеголовками или компонентами, в данном случае — потеря ядерного оружия. Затем наёмники Дикинса уничтожают отряд.
Хэйл выживает после катапультирования, и его находит парковый рейнджер Терри Кармайкл, которую он уговаривает помочь разыскать Дикинса и сломать его планы. Выкрав ядерное оружие, Хэйл пытается обезвредить бомбы, вводя неверный код активации. Но Дикинс это предусмотрел, и Хэйл ненароком активирует таймер взрыва одной из бомб. Хэйл пытается унести обе бомбы в глубину медной шахты, чтобы они не достались Дикинсу. Появляется Дикинс и забирает вторую бомбу, обрекая Хэйла и Терри на смерть от взрыва первой, но им удаётся бежать из шахты по подземной реке. После ядерного взрыва электромагнитный импульс уничтожает вертолёт спецслужбы NEST, посланный забрать боеголовки. Затем Терри и Хэйл разделяются. Терри прячется на лодке Дикинса, а Хэйла подбирают военные.
Хэйл догадывается, что Дикинс перевозит бомбу на поезде в Денвер и направляется в погоню на вертолёте. На поезде Хэйл обнаруживает Терри. Начинается перестрелка между Хэйлом, Терри и наёмниками Дикинса. Большинство наёмников погибает, а вертолёт Дикинса взрывается. Дикинс, понимая, что его планы рухнули (он шантажировал правительство США, требуя 250 миллионов долларов), решает взорвать ядерную боеголовку вместе с собой и городом. Хэйл и Дикинс встречаются лицом к лицу, и начинается рукопашный бой возле бомбы. Хэйлу удаётся победить Дикинса и за две секунды до взрыва отключить таймер, после чего он покидает поезд. В это мгновение вагон врезается в другой вагон, и бомба летит в грудь Дикинсу. Весь поезд взрывается.
Выживший Хэйл обнаруживает среди обломков поезда выключенную и обгоревшую бомбу, а рядом — ту самую купюру в 20 долларов на ветке. Затем он находит Терри и они наконец-то представляются друг другу.

## В ролях
- Джон Траволта — майор Вик «Дик» Дикинс
- Кристиан Слейтер — капитан Райли Хэйл
- Саманта Мэтис — Терри Кармайкл
- Делрой Линдо — полковник Макс Уилкинс
- Фрэнк Уэйли — Джайлс Прентис
- Боб Гантон — Притчетт
- Кёртвуд Смит — министр обороны США
- Вито Руджинис — Джонсон
- Джек Томпсон — Председатель Объединённого комитета начальников штабов
- Вонди Кёртис-Холл — Сэм Родс